# Drake (Familienname)
Drake ist ein englischer Familienname.

## Künstlername
- Drake (Rapper) (* 1986), kanadischer Schauspieler, Rapper und Sänger

## Familienname
- Alexander Wilson Drake (1843–1916), US-amerikanischer Holzstecher, Kunstkritiker und Kunstsammler
- Archie Drake (1925–2006), US-amerikanischer Opernsänger
- Arnold Drake (1924–2007), US-amerikanischer Comiczeichner
- Betsy Drake (1923–2015), US-amerikanische Schauspielerin und Autorin
- Bob Drake (1919–1990), US-amerikanischer Autorennfahrer
- Carl John Drake (1885–1965), US-amerikanischer Entomologe
- Carolyn Drake (* 1971), US-amerikanische Fotografin
- Charles Drake (Schauspieler) (1917–1994), US-amerikanischer Schauspieler
- Charles Drake (Footballspieler) (1981–2012), US-amerikanischer American-Football-Spieler
- Charles D. Drake (1811–1892), US-amerikanischer Politiker
- Charles L. Drake (1924–1997), US-amerikanischer Geologe
- Charlie Drake (1925–2006), britischer Schauspieler
- Christian Drake (1923–2006), US-amerikanischer Schauspieler
- Clara Christiansson Drake (* 1999), schwedische Schauspielerin
- Dallas Drake (* 1969), kanadischer Eishockeyspieler
- Daniel Drake (1785–1852), US-amerikanischer Mediziner und Autor
- David Drake (Töpfer) (ca. 1801–ca. 1870), US-amerikanischer Töpfer
- David Drake (Autor) (1945–2023), US-amerikanischer Science-Fiction- und Fantasy-Autor
- David Drake (Schauspieler) (* 1963), US-amerikanischer Schauspieler, Dramatiker, Theaterregisseur und LGBT-Aktivist
- David Drake (Eishockeyspieler) (* 1995), US-amerikanischer Eishockeyspieler
- Dona Drake (1914–1989), US-amerikanische Schauspielerin und Musikerin
- Edward Drake (Drehbuchautor), australischer Drehbuchautor und Regisseur
- Edward Drake (Skirennläufer) (* 1986), britischer Skirennläufer
- Edward Joseph Drake (1912–1995), englischer Cricket- und Fußballspieler und Fußballtrainer, siehe Ted Drake
- Edwin L. Drake (1819–1880), US-amerikanischer Erdölsucher
- Elvin C. Drake (1903–1988), US-amerikanischer Leichtathletiktrainer und Physiotherapeut
- Emmanuel Drake del Castillo (1855–1904), spanischer Botaniker
- Erik Drake (1788–1870), schwedischer Musikwissenschaftler, Komponist und Sammler von Volksliedern
- Ervin Drake (1919–2015), US-amerikanischer Songwriter
- Frances Drake (1912–2000), US-amerikanische Schauspielerin
- Francis Drake (1540–1596), englischer Kapitän und Freibeuter
- Francis Drake (Diplomat) (1764–1821), britischer Diplomat
- Francis M. Drake (1830–1903), US-amerikanischer Politiker
- Frank Drake (1930–2022), US-amerikanischer Astrophysiker
- Friedrich Drake (1805–1882), deutscher Bildhauer und Architekt
- Gabrielle Drake (* 1944), britische Schauspielerin
- Geoffrey Drake (1911–1995), Szenenbildner und Artdirector
- Hamid Drake (* 1955), US-amerikanischer Jazzmusiker
- Heinrich Drake (Politiker) (1881–1970), deutscher Politiker
- Heinrich Drake (Bildhauer) (1903–1994), deutscher Bildhauer
- Henrietta Drake-Brockman (1901–1968), australische Journalistin und Romanautorin, Dramatikerin
- Howard Drake (* 1956), britischer Diplomat
- James F. Drake (* 1947), US-amerikanischer Plasmaphysiker
- James Drake (Mediziner) (1667–1707), englischer Arzt und Schriftsteller
- James Drake (Wrestler) (* 1993), englischer Wrestler
- Jeannie Drake, Baroness Drake (* 1948), britische Gewerkschafterin und Politikerin
- Jessica Drake (* 1974), US-amerikanische Pornodarstellerin
- Jim Drake (James Robert Drake; 1929–2012), US-amerikanischer Ingenieur und Wegbereiter des Windsurfens
- John Drake Moore (1924–2006), US-amerikanischer Bühnen-, Kostüm- und Szenenbildner, siehe John Moore (Bühnenbildner)
- John R. Drake (1782–1857), US-amerikanischer Politiker
- Joseph Rodman Drake (1795–1820), US-amerikanischer Dichter
- Joyful Drake (* 1976), US-amerikanische Schauspielerin
- Julius Drake (* 1959), britischer Pianist
- Kenyan Drake (* 1994), US-amerikanischer Footballspieler
- Larry Drake (1950–2016), US-amerikanischer Schauspieler
- Lars Drake (* 1949), schwedischer Agrarwissenschaftler
- Leah Bodine Drake (1904–1964), US-amerikanische Schriftstellerin
- Maureen Drake (* 1971), kanadische Tennisspielerin
- Maurice Drake (1923–2014), britischer Rechtsanwalt und Richter
- Michael Julian Drake (1946–2011), britischer Astrophysiker
- Nicholas Drake-Lee (1942–2021), englischer Rugby-Union-Spieler
- Nick Drake (1948–1974), englischer Sänger und Songwriter
- Norman Drake (1912–1972), britischer Hammerwerfer
- Penny Drake (* 1977), US-amerikanische Schauspielerin und Model
- Pete Drake (1932–1988), US-amerikanischer Gitarrist und Musikproduzent
- Robert Drake (1910–1975), US-amerikanischer Unternehmer und Firmengründer
- Stan Drake (1921–1997), US-amerikanischer Comiczeichner
- Stillman Drake (1910–1993), kanadischer Wissenschaftshistoriker
- Ted Drake (1912–1995), englischer Cricket- und Fußballspieler und Fußballtrainer
- Thelma Drake (* 1949), US-amerikanische Politikerin
- Thomas Drake (* 1957), US-amerikanischer Geheimdienstmitarbeiter
- Thomas J. Drake (1799–1875), US-amerikanischer Politiker
- Tom Drake (Schauspieler) (1918–1982), US-amerikanischer Schauspieler
- Tom Drake (Regisseur) (T. Y. Drake; 1936–2008), kanadischer Singer-Songwriter, Regisseur und Drehbuchautor
- Werner Drake (1912–nach 1967), deutscher Aufnahmeleiter, Filmproduktionsleiter und Filmproduzent
- William Henry Drake (1856–1926), US-amerikanischer Maler und Illustrator